# Saint-Ébremond-de-Bonfossé
Saint-Ébremond-de-Bonfossé era una comuna francesa situada en el departamento de Mancha, de la región de Normandía, que el uno de enero de 2017 pasó a ser una comuna delegada de la comuna nueva de Canisy y al unirse con la comuna de Canisy.

## Demografía
| Gráfica de evolución demográfica de Saint-Ébremond-de-Bonfossé entre 1800 y 2014 |
|                                                                                  |

Los datos demográficos contemplados en este gráfico de la comuna de Saint-Ébremond-de-Bonfossé se han cogido de 1800 a 1999 de la página francesa EHESS/Cassini, y los demás datos de la página del INSEE.